# Claire Avril
Claire Avril, née Claire Bavastro à Nice, en 1952, fut speakerine à la télévision française (sur TF1) dans les années 1980 (25e photo en partant du haut, de la page ci-dessous référencée, outre la 19e de cette autre, de haut en bas aussi, et de gauche à droite).

## Biographie
Elle est la fille de Michel Bavastro, journaliste français, l'un des fondateurs du journal quotidien Nice-Matin en 1945, et P.-D.G. de ce même journal durant 47 ans.
Elle commence sa carrière à RMC, où elle réalise et anime une émission hebdomadaire, au cours de laquelle elle fait parler des gens célèbres sur des sujets très éloignés de leurs préoccupations professionnelles.
Après un concours lancé par TF1 en 1978, où une soixantaine de jeunes femmes se présentent, elle est choisie par Jean-Louis Guillaud comme présentatrice pour remplacer Denise Fabre ou Evelyne Leclercq pendant leurs vacances d'été.
Le 9 septembre 1982, à Nice, elle épouse Bruno Aycard, chirurgien-dentiste à Toulon.
Claire Avril est l'auteure de 2 romans :
- La Bastide blanche (Balland, 1986)
- En chute libre (Balland, 1987).